# دانزویل (نیویورک)
دانزویل (به انگلیسی: Downsville) یک منطقهٔ مسکونی در ایالات متحده آمریکا است که در نیویورک واقع شده‌است. دانزویل ۱۰٫۴ کیلومتر مربع مساحت و ۶۱۷ نفر جمعیت دارد و ۳۴۲٫۹ متر بالاتر از سطح دریا واقع شده‌است.